# Sinaasappelkorst
Sinaasappelkorst (Calogaya pusilla) is korstmossoort uit de familie Teloschistaceae.

## Determinatie
Sinaasappelkorst is een placodioid korstmos. Het thallus heeft een oranjegeel uiterlijk met oranje apotheciën. De smalle randlobben zijn ongeveer 0,2 mm breed. De apotheciën zijn bijna altijd aanwezig. De lobben kunnen 44 mm lang worden.
Hij heeft de volgende kleurreacties: K+ (paars).

### Gelijkende taxa
Sinaasappelkorst lijkt op gelobde citroenkorst, maar deze is meer geelgroen en groeit in de halfschaduw.

## Ecologie
Sinaasappelkorst leeft op steen. De korstmos gedijt goed op kalkrijke, zonnige en droge omgevingen, zoals beton, baksteen, cement van muren, schuttingen, bunkers en weidepalen. Hij leeft in symbiose met de alg Pseudotrebouxia.

### Syntaxonomie
In de syntaxonomie staat sinaasappelkorst te boek als kensoort voor de sinaasappelkorst-associatie (Calogayetum pusillae).

## Verspreiding
In Nederland en Vlaanderen is de sinaasappelkorst zeer algemeen. Hij staat niet op de rode lijst en is niet bedreigd.